# Болгарська хокейна ліга 2019—2020
Болгарська хокейна ліга 2019—2020 — 68-й розіграш чемпіонату БХЛ. У сезоні 2019—20 брали участь п'ять клубів.

## Учасники
- СК «Ірбіс Скейт»
- НСА (Софія)
- «Славія» (Софія)
- ЦСКА (Софія)
- «Червена звезда» (Софія)

## Підсумкова таблиця
| М  | Команда                  | І  | В  | ВО | ПО | П  | Ш      | О  |
| -- | ------------------------ | -- | -- | -- | -- | -- | ------ | -- |
| 1. | СК «Ірбіс Скейт»         | 12 | 12 | 0  | 0  | 0  | 112:33 | 36 |
| 2. | НСА (Софія)              | 12 | 9  | 0  | 0  | 3  | 90:45  | 27 |
| 3. | «Славія» (Софія)         | 12 | 4  | 1  | 0  | 7  | 98:82  | 14 |
| 4. | ЦСКА (Софія)             | 12 | 4  | 0  | 1  | 7  | 42:77  | 13 |
| 5. | «Червена звезда» (Софія) | 12 | 0  | 0  | 0  | 12 | 26:131 | 0  |

Джерело: eurohockey [Архівовано 22 січня 2021 у Wayback Machine.]

Скорочення: М = підсумкове місце, І = ігри, В = перемоги, ВО = перемога в овертаймі або по булітах, ПО = поразки в овертаймі або по булітах, П = поразки, Ш = закинуті та пропущені шайби, О = набрані очки